# Legenda o sovích strážcích
Legenda o sovích strážcích (v anglickém originálu Legend of the Guardians: The Owls of Ga'Hoole) je animovaný film z roku 2010 režiséra Zacka Snydera. Film byl produkován společnostmi Warner Bros. a Village Roadshow Pictures ve studiu Animal Logic, kde vznikl film Happy Feet.
Hlasy postaviček v originále namluvili herci jako Jim Sturgess, Geoffrey Rush, Ryan Kwanten, Emily Barclay, Anthony LaPaglia a David Wenham.
Píseň Kings and Queens od kapely 30 Seconds to Mars se stala hlavním motivem tohoto animovaného filmu režiséra Zacka Snydera, natočeného na motivy příběhů o sovích strážcích americké spisovatelky Kathryn Lasky, která pro toto své dílo čerpala inspiraci mimo jiné také z artušovských legend.
Původní série bestsellerů spisovatelky Kathryn Laskyové nazvaná Strážci Ga'Hoolu (Guardians of Ga'Hoole) vypráví o strážcích nebe ze soví říše, již se stali legendou pro svůj ptačí lid.

## Děj
Mladý soví kluk Soren byl okouzlen otcovými příběhy o strážcích Ga'hoolu. Soren velmi touží stát se součástí strážců. Jeho starší bratr Kludd se mu za to posmívá a touží jenom po lovu, létání a získání otcovy přízně. Jeho žárlivost může mít tragické následky. Pak náhodou vypadnou z koruny stromu do spárů zlých sov. Je na Sorenovi, aby se pokusil o útěk pomocí mladých odvážných soviček. Letí  spolu přes velké moře a mlhy, aby našli velkou korunu stromu - domov legendárních strážců, kteří jediní mohou opět porazit zlé a navždy zachránit své království.

## Recenze
- Marie Dostálová, Moviescreen.cz, 13. října 2010